# Le Torp-Mesnil
Le Torp-Mesnil település Franciaországban, Seine-Maritime megyében. Lakosainak száma 454 fő (2022. január 1.). Le Torp-Mesnil Val-de-Saâne, Boudeville, Lindebeuf, Saâne-Saint-Just és Saint-Laurent-en-Caux községekkel határos.

## Népesség
A település népességének változása:
| Lakosok száma | 386  | 406  | 427  | 441  | 447  | 451  | 459  | 456  | 454  |
|               | 2013 | 2015 | 2016 | 2017 | 2018 | 2019 | 2020 | 2021 | 2022 |